# 奧爾登 (密歇根州)
奧爾登（英語：Alden）是位於美國密歇根州安特里姆縣的一個普查規定居民點。

## 人口
根據2020年美國人口普查的數據，奧爾登的面積為1.04平方千米，當中陸地面積為1.04平方千米，而水域面積為0.00平方千米。當地共有人口123人，而人口密度為每平方千米118.27人。